# Tùy cơ (triết học)
Trong triết học và logic, tùy cơ (chữ Hán: 隨機, tiếng Anh: contingency), hay còn được gọi là ngẫu nhiên trong các tài liệu tiếng Việt về phép biện chứng, là trạng thái của những mệnh đề mà không có tính đúng với mọi diễn giải có thể (như hằng chân thức (tautology)) lẫn không có tính sai với mọi diễn giải có thể (như mâu thuẫn). Mệnh đề tùy cơ thì không nhất thiết đúng cũng không nhất thiết sai. Ví dụ câu "Hà Nội là thủ đô của Việt Nam" là đúng ở thời điểm này, nhưng sai ở một giai đoạn nào đó ở nhà Nguyễn vì lúc đó thì Huế mới là thủ đô của Việt Nam. Mệnh đề tùy cơ thì phụ thuộc vào thực kiện (fact), còn mệnh đề phân tích (analytic proposition) thì bản thân nó đúng hoặc sai mà không phụ thuộc đến bất kì thực kiện nào.